# Sommer-Paralympics 2024/Teilnehmer (Sambia)
| stlisierte Goldmedaille | stlisierte Silbermedaille | stlisierte Bronzemedaille |
| ----------------------- | ------------------------- | ------------------------- |
| —                       | —                         | —                         |

Sambia entsandte für die Paralympischen Spiele 2024 in Paris zwei Leichtathleten.

## Teilnehmer

### Leichtathletik
| Athleten       | Klassifizierung | Wettbewerb | Vorlauf/Vorkampf | Vorlauf/Vorkampf | Finale        | Finale        | Rang |
| Athleten       | Klassifizierung | Wettbewerb | Zeit/Weite       | Rang             | Zeit/Weite    | Rang          | Rang |
| -------------- | --------------- | ---------- | ---------------- | ---------------- | ------------- | ------------- | ---- |
| Frauen         |                 |            |                  |                  |               |               |      |
| Monica Munga   | T13             | 400 m      | 1:04,90 min (PB) | 13               | ausgeschieden | ausgeschieden | 13   |
| Männer         |                 |            |                  |                  |               |               |      |
| Lassam Katongo | T12             | 400 m      | 58,77 s (SB)     | 8                | ausgeschieden | ausgeschieden | 8    |

PB: Persönliche Bestleistung
SB: Persönliche Saisonbestleistung